# Augustin Morvan
Pour les articles homonymes, voir Morvan (homonymie).
Augustin Marie Morvan, 7 février 1819 à Lannilis et mort le 20 mars 1897 à Lannilis, est un médecin et homme politique français, maire de Lannilis, député du Finistère. Auteur d'un mémoire sur le myxœdème de la Basse-Bretagne, ou maladie de Morvan, il a attaché son nom à plusieurs découvertes scientifiques et médicales.
Il est le grand-père d'Édith Follet, célèbre illustratrice et deuxième épouse de l'écrivain Louis-Ferdinand Céline.

## Biographie
Fils de Jean-Marie Morvan et de Louise Marie Prudence Floch, cultivateurs à Lannilis, élevé dans une famille de huit enfants, après ses études primaires et secondaires au collège de Lesneven (Finistère), il commence ses études de médecine à l'École de médecine de la Marine à Brest, avant de les poursuivre à la Faculté de médecine de Paris. Reçu comme interne aux hôpitaux de Paris, il présente une thèse inaugurale consacrée à l'anévrisme variqueux. Il est alors dans le service de Nelaton, chirurgien de l'Empereur. Bien que s'étant créé des relations et en dépit de l'attrait de Paris, il préfère s'installer en Basse-Bretagne. Après avoir hésité à ouvrir un cabinet à Brest, il préfère s'installer chez lui, à Lannilis. C'est alors un bourg de 3 000 habitants, à la campagne environnante très peuplée.
Il mène une carrière politique et une carrière médicale, sur un double front. Élu maire de Lannilis, en 1857, puis conseiller général et député à l'assemblée législative, en 1871, il est à l'origine de la loi sur la protection de l'enfance malheureuse, dite loi Morvan-Roussel, et d'une loi sur l'assistance publique obligatoire. Il soigne gratuitement, durant toute la durée de son mandat parlementaire. Bravant l'opinion de l'époque, il se penche sur le cas des filles-mères, inaugurant une approche nouvelle de la question. Il se présente en 1877 à la 3e circonscription de Brest mais y échoue, et se retire ensuite de la vie politique.
Augustin Morvan œuvre énormément à l'hygiène en matière opératoire. Il publie de nombreux articles dans la Gazette hebdomadaire de médecine et de chirurgie. Il rédige des travaux, tirés d'observation, sur la parésie analgésique, sur la chorée fibrillaire, etc. Son œuvre scientifique a été dense. Il est nommé correspondant de l'Académie de médecine de Paris, à la 10e division.
Il continue d'exercer la médecine, jusqu'à la fin de sa vie. Il meurt le 20 mars 1897, à l'âge de 78 ans.

## Distinctions
- Chevalier de la Légion d'honneur (15 aout 1868)[3]

## Hommages
En 1945, l'hôpital Augustin-Morvan de Brest reconstruit porte son nom.
Une plaque commémorative est apposée sur le fronton de sa maison de Lannilis (toujours debout), sur décision du conseil municipal en août 1951.